# Ліндлі (Нью-Йорк)
Ліндлі (англ. Lindley) — місто (англ. town) в США, в окрузі Стубен штату Нью-Йорк. Населення — 1813 особи (2020).

## Демографія
Згідно з переписом 2010 року, у місті мешкало 1967 осіб у 730 домогосподарствах у складі 559 родин. Було 807 помешкань
Расовий склад населення:
| - 98,5 % — білих - 0,3 % — корінних американців - 0,2 % — чорних або афроамериканців - 0,2 % — азіатів |

До двох чи більше рас належало 0,9 %. Частка іспаномовних становила 0,4 % від усіх жителів.
За віковим діапазоном населення розподілялося таким чином: 24,4 % — особи молодші 18 років, 62,1 % — особи у віці 18—64 років, 13,5 % — особи у віці 65 років та старші. Медіана віку мешканця становила 39,8 року. На 100 осіб жіночої статі у місті припадало 102,6 чоловіків;  на 100 жінок у віці від 18 років та старших — 109,7 чоловіків також старших 18 років.
Середній дохід на одне домашнє господарство  становив 66 084 долари США (медіана — 51 667), а середній дохід на одну сім'ю — 72 171 долар (медіана — 54 750). Медіана доходів становила 46 667 доларів для чоловіків та 37 500 доларів для жінок. За межею бідності перебувало 13,1 % осіб, у тому числі 27,4 % дітей у віці до 18 років та 3,2 % осіб у віці 65 років та старших.
Цивільне працевлаштоване населення становило 985 осіб. Основні галузі зайнятості: виробництво — 21,0 %, освіта, охорона здоров'я та соціальна допомога — 18,3 %, роздрібна торгівля — 17,8 %.